# جي بول أوستن
جي بول أوستن (بالإنجليزية: J. Paul Austin)‏ (و. 1915 – 1985 م) هو سياسي من الولايات المتحدة الأمريكية ولد في لاغرانغ.

## التعليم
تعلم في كلية هارفارد للحقوق، وجامعة هارفارد.

## روابط خارجية
- جي بول أوستن على موقع الاتحاد الدولي للتجديف (الإنجليزية)
- جي بول أوستن على موقع أوليمبيديا (الإنجليزية)